# 독창성
독창성(獨創性, originality)은 새롭거나 기발한, 창조 또는 발명 작품의 면모를 가리키며 이는 재생산, 복제품, 위조품, 2차적저작물과 구별된다. 원저작물(原著作物, original work)은 다른 사람에서 받은 것도 아니고 다른 사람의 작품을 기반하거나 그로부터 복제한 것이 아니다. 고유한 스타일과 물질로 만든 작품을 의미한다.
독창성, 즉 오리지널리티(originality)라는 용어는 예술가, 저술가, 사상가의 찬사로서 적용되곤 한다. 독창성의 현대적 개념은 낭만주의에 묶여 있으며, 이는 낭만적 독창성이라고도 불리는 개념에서 비롯된다.
독창성의 개념은 문화적으로 불확정적이다. 셰익스피어 시기에 존경받는 고전 작품의 유사성을 좋게 평가하는 것이 더 일반적이었으며 셰익스피어는 스스로 "불필요한 발명"을 회피했다. 18세기 들어서 독창성의 개념이 서양 문화에서 이상으로 자리잡히기 시작했다.

## 디자인에서의 독창성
디자인은 항상 새롭지 않으면 안 되므로 독창성, 창조성은 디자인의 본령(本領)이다. 독창성의 반대는 이미 있는 것의 반복, 모방, 심한 경우에 도작(盜作), 도용(盜用)으로 전락한다. 완전한 독창성은 있을 수 없겠으나 디자인의 심적인 태도는 항상 독창적이고 창조적이 아니어서는 안 된다. 기제품(旣製品)의 아류(亞流), 또는 그 말초적인 변경은 이미 새로운 디자인이라고는 말할 수 없다. 그러나 자기의 디자인을 점차 개량한다는 것은 리디자인이라고 하고 그 소유자에게 한정되며, 실제 생산과정에서 흔히 이용된다.
디자인에 있어서 독창성이란 일견 평범한 자태 속에 새로운 창조성을 비장하고 있는 것이 높이 평가되겠다. 왜냐하면 합목적성, 심미성, 경제성과 함께 종합되는 창조성이기 때문이다.

## 같이 보기
- 2차적저작물
- 테세우스의 배

## 참고 문헌
- Gregory, Elizabeth (1997) Quotation and Modern American Poetry: Imaginary Gardens with Real Toads
- Macfarlane, Robert (2007) `Romantic' Originality, in Original copy: plagiarism and originality in nineteenth-century literature, March 2007, pp. 18–50(33)
- Smith, Logan Pearsall (1924) Four words: romantic, originality, creative, genius, Oxford, Clarendon Press
- Waterhouse, Francis A. (1926) Romantic 'Originality' in en:The Sewanee Review, Vol. 34, No. 1 (Jan., 1926), pp. 40–49